# Colegiata de Notre-Dame-en-Vaux (Châlons-en-Champagne)
La colegiata [de] Notre-Dame-en-Vaux (en francés: Collégiale Notre-Dame-en-Vaux, lit. 'Nuestra Señora en Valles) de Châlons-en-Champagne fue una antigua abadía medieval francesa de la que solamente se conserva la iglesia gótica construida entre los siglos XII al XV y luego restaurada en el siglo XIX. El claustro original fue demolido en el siglo XVIII, aunque fue redescubierto en la segunda mitad del siglo XX y recuperadas partes de sus piedras. En el siglo XIX se le añadió un carillón de cincuenta y seis campanas.
La iglesia de la colegiata fue objeto de una clasificación al título de monumento histórico de Francia, parte de la primera lista de monumentos históricos del país —la lista de monumentos históricos de 1840— que contaba con 1034 bienes. En 1975 se hizo una nueva clasificación concerniente a los vestigios del claustro.
Desde 1998 la colegiata esta declarada como Patrimonio de la Humanidad de la Unesco, entre otras iglesias de peregrinación a Santiago de Compostela, como integrante del conjunto de «Caminos de Santiago de Compostela en Francia» (n.º ref. 868-030).

## Historia
La abadía de Notre-Dame-en-Vaux poseía una reliquia venerable que atraía a muchos peregrinos y que se hizo famosa, la reliquia del santo Ombligo de Cristo, destruida en 1707 por Jean-Baptiste-Louis-Gaston de Noailles, obispo-conde de Chalons. Pero esa reliquia no está documentada hasta principios del siglo XV, siendo anterior la peregrinación al lugar, una peregrinación a la Virgen, que favoreció la construcción en los siglos XII y XIII.

## Arquitectura

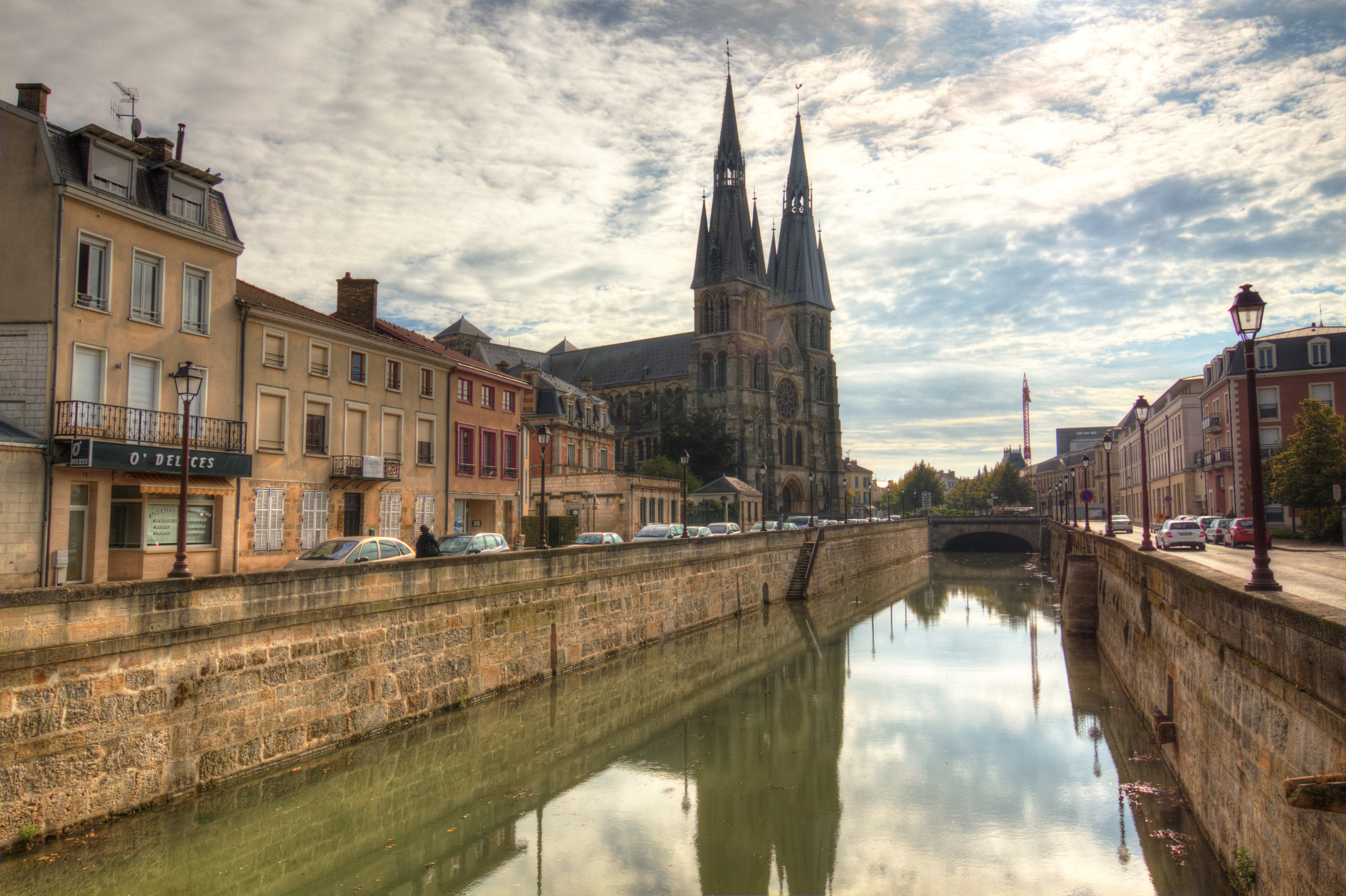
Notre-Dame-en-Vaux sur le Mau, claustro detrás de los árboles.

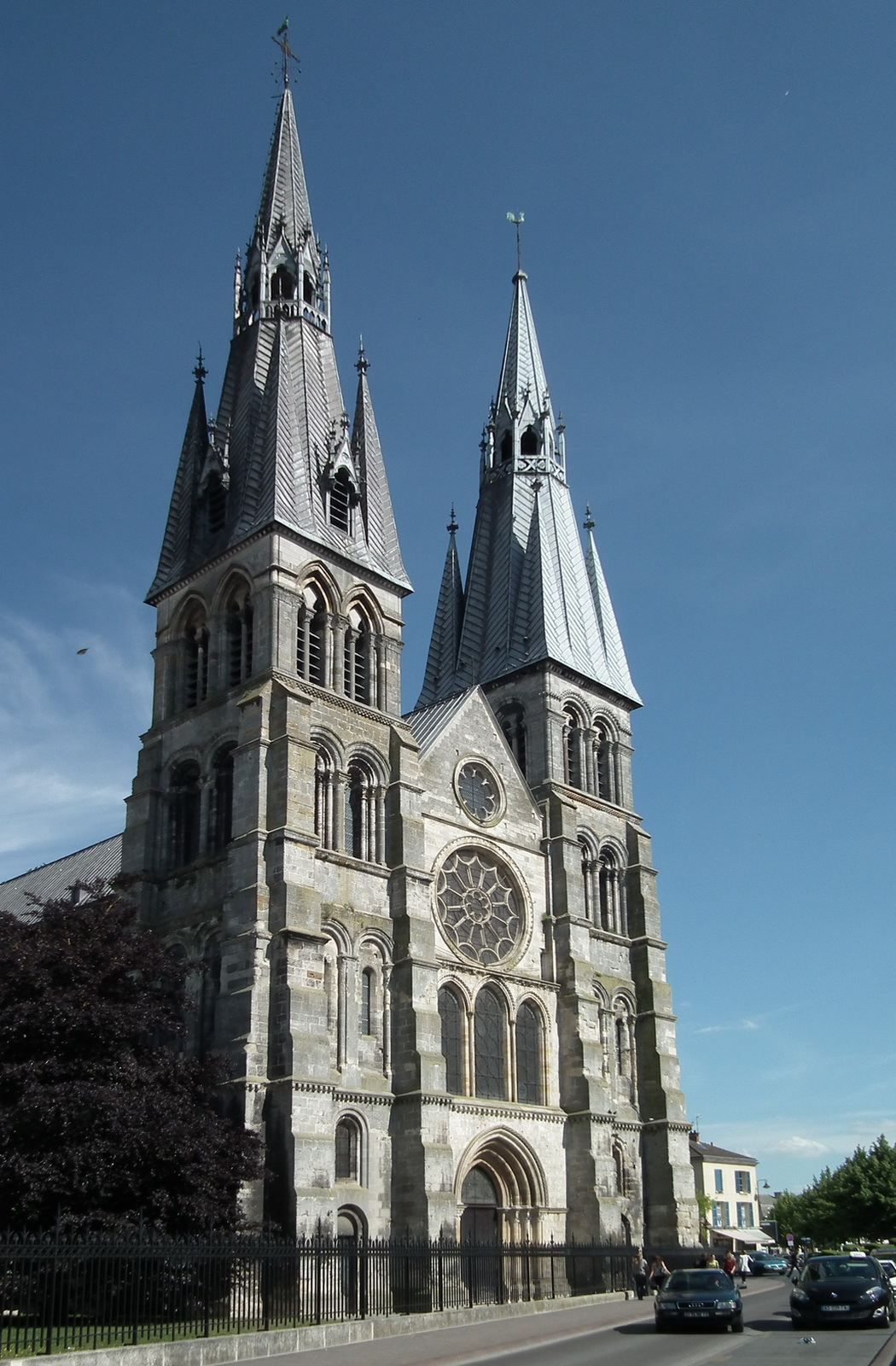
Vista en escorzo de la fachada.

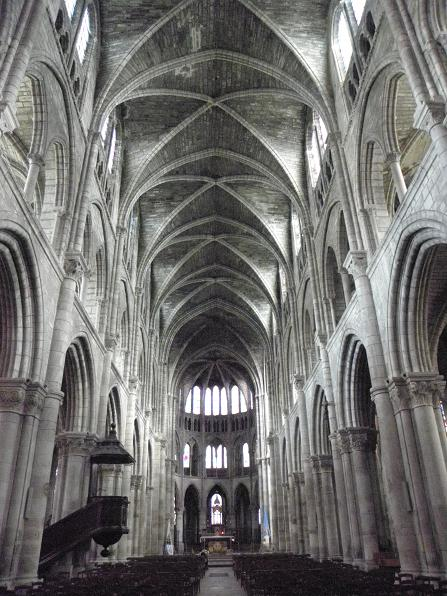
Nave central.

Con dos agujas cubiertas de plomo que se reflejan en el río Mau, la colegiata de Notre-Dame-en-Vaux se ha convertido en el emblema de la ciudad de Chalons-en-Champagne. Se implantó en un sitio que ya estaba afectado al culto desde el siglo IX. Se saben pocas cosas de la iglesia que le precedió. El actual edificio, cuya construcción se inició alrededor de 1157 y se terminó, en lo principal, hacia 1217, es un gran monumento gótico, con tribuna y triforio, que conserva en sus partes más antiguas, trazas de influencia románica. La colegiata, que fue en su época a la vez colegiata e iglesia parroquial, fue un importante centro de peregrinación de la Virgen.
El exterior está enmarcado por cuatro torres románicas (influencia de la catedral de Toul), dos en la fachada occidental y otros dos en las esquinas del transepto y de la cabecera. Antes de la Revolución, las cuatro estaban coronadas por flechas. El ábside con deambulatorio y capillas radiales, escalona sus volúmenes redondeados, con baterías superpuestas de arbotantes.

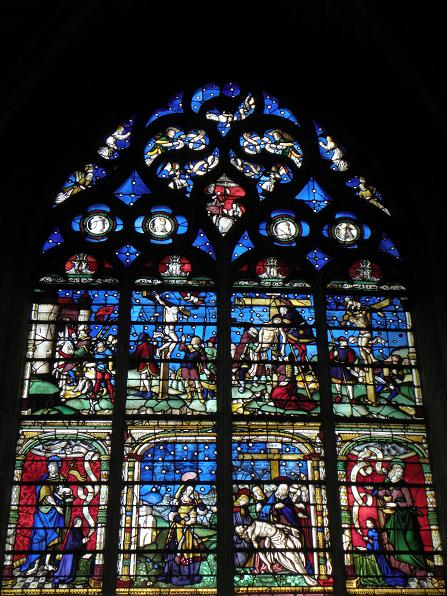
Vitrales de Notre-Dame-en-Vaux

La suave luz que baña el interior del edificio pone de relieve la armonía de sus proporciones y la calidad de su composición. Esta luz está coloreada por los vitrales, siendo los más notables colocados a principios del siglo XVI, en ventanas de estilo flamígero que habían sido perforadas en las naves laterales. Narran la Pasión de Cristo, la Vida de la Virgen, la Vida de Santiago, etc. Entre todas esas vidrieras hay una que destaca, obra de 1526 del maestro vidriero Mathieu Bléville de Saint-Quentin y que representa la Glorificación de la Virgen. Los generosos donantes que la hicieron posible, Nicolas Collesson y su esposa Marguerite Lallemand, aparecen en ella colocados en la parte inferior de la composición, en los lados, introducidos por san Nicolás y santa Margarita.
Las capillas tienen los suelos decorados con baldosas que están realzadas con escenas bíblicas en hilo de plomo. La colegiata también acoge una gran variedad de pinturas: un tríptico de la Adoración de los Magos procedente de la iglesia de Saint-Loup, y obras de Claude François. En el interior hay también restos de muchas lápidas como las del cónyuge Noisette, de Jean Menguy Échevin de Chalons, Miche Joly y de Jean Talon, primer intendente de la Nueva Francia (1695), y la de Claude Chastillon, topógrafo del rey (1616).
El brazo sur (que data del inicio de la construcción) está ricamente decorado y esculpido. La portada lateral sur, con tímpano esculpido y estatuas-columnas (ca. 1170), por desgracia, fue severamente dañada durante la Revolución (fueron cortadas al ras, así como tres de las cuatro flechas para recuperar el plomo para fines militares). Esta maravilla de equilibrio estaba acompañada por un claustro único: sus soportes estaban constituidos por estatuas-columnas rematadas con capiteles, todos ellas tallados por algunos de los más grandes artistas de los años 1170-1180. Destruido el claustro en el siglo XVIII sus esculturas se han recuperado y ahora se muestran en el Museo del claustro de Notre-Dame-en-Vaux, inaugurado en 1978 en el calle Nicolas Durand. La colegiata todavía conserva las casas canónicas que están clasificadas.

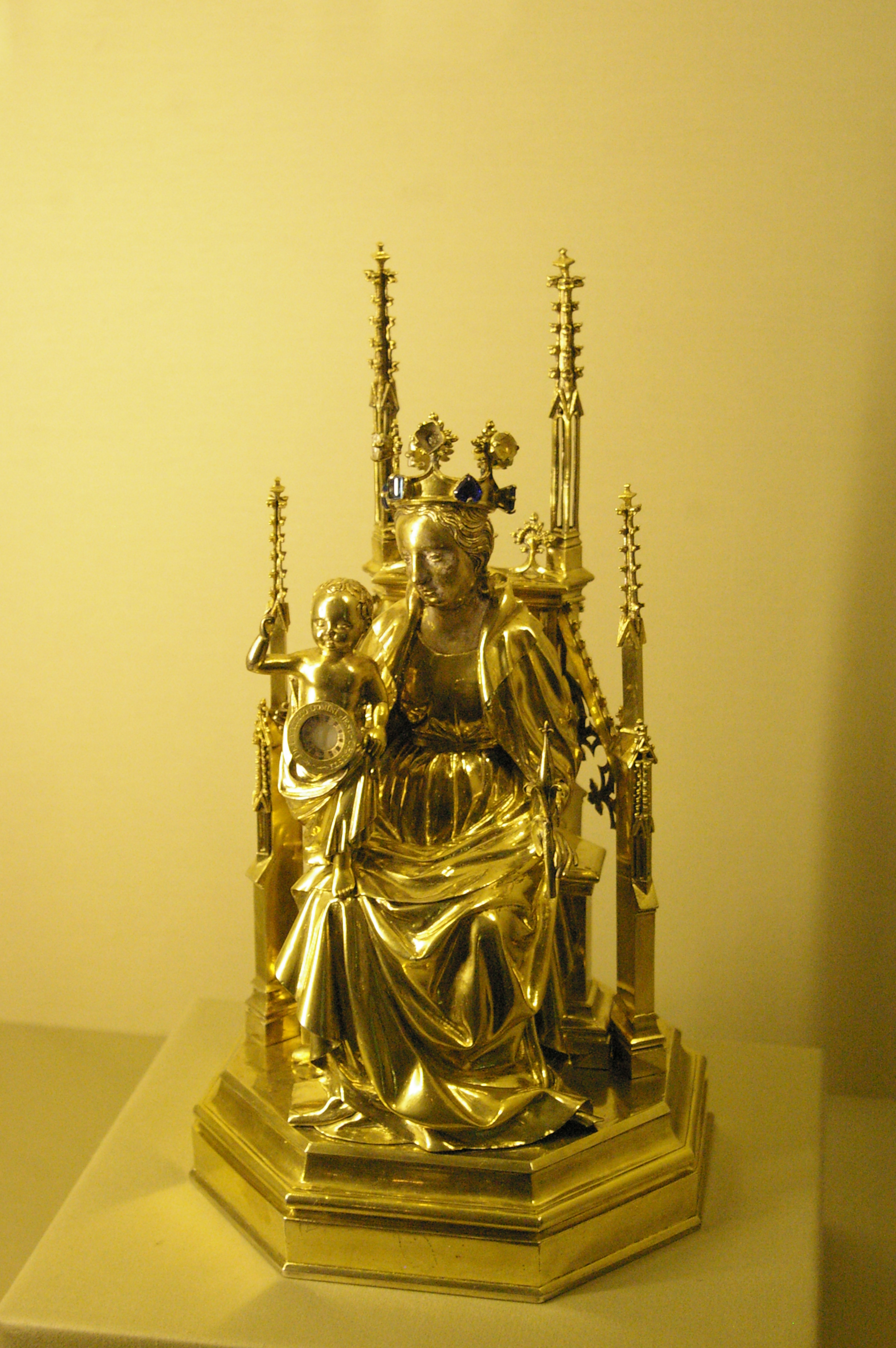
Relicario del Ombligo de Cristo de la iglesia de Notre-Dame-en-Vaux (1407). El relicario representa a la Virgen con el Niño y actualmente se expone en el Museo de Cluny, París.

### Órganos
El buffet del órgano y la tribuna están inventariados como patrimonio cultural. Hay evidencia de la presencia de un órgano desde 1409 y se encontraba en la tribuna del quinto tramo de la nave lateral sur. Después de largas vacilaciones sobre el lugar, la decisión de construir uno nuevo en la parte posterior del portal occidental se tomó en marzo de 1634. El buffet fue realizado por Nicolas Profinet y Jean Chandart y tenía cinco torretas, cúpulas con escamas, persianas azules con lis de oro. La parte instrumental fue construida por Jehan de Villers que se convirtió en su organista hasta 1663. Tenía 29 juegos, un pedalero y tres teclados.
En 1680 René Daumouche Reims añadió un teclado más y en 1713 Nicolas Le Bé de Troyes realizó algunas sustituciones de elementos dañados. Sin embargo, una tormenta de granizo rompió el rosetón y dañó el órgano el 30 de julio de 1720. De nuevo reparado en 1775 por Jacques Cochu, a continuación fue restaurado en 1789 por su hijo René, que también añadió una corneta y un pedal de quinta en 1791. El órgano tenía entonces 34 juegos.
El sacerdote Paul Champenois decidió modificar el órgano y esos trabajos fueron hechos, desde 1856 hasta 1859, por los hermanos Claude de Mirecourt, que renovaron totalmente el soplador y modificaron el mueble, pero mantuvieron parte de las tuberías. El resultado no fue satisfactorio y fue modificado en 1865 por Fernando Voigt Merklin. Esta casa propuso modificar y electrificar los órganos en 1893, conectando el de la tribuna con el del coro. En 1943 Gutschenritter agregó cinco juegos más al positivo y los tubos almacenados fueron fundidos por su metal.

Exteriores de la colegiata
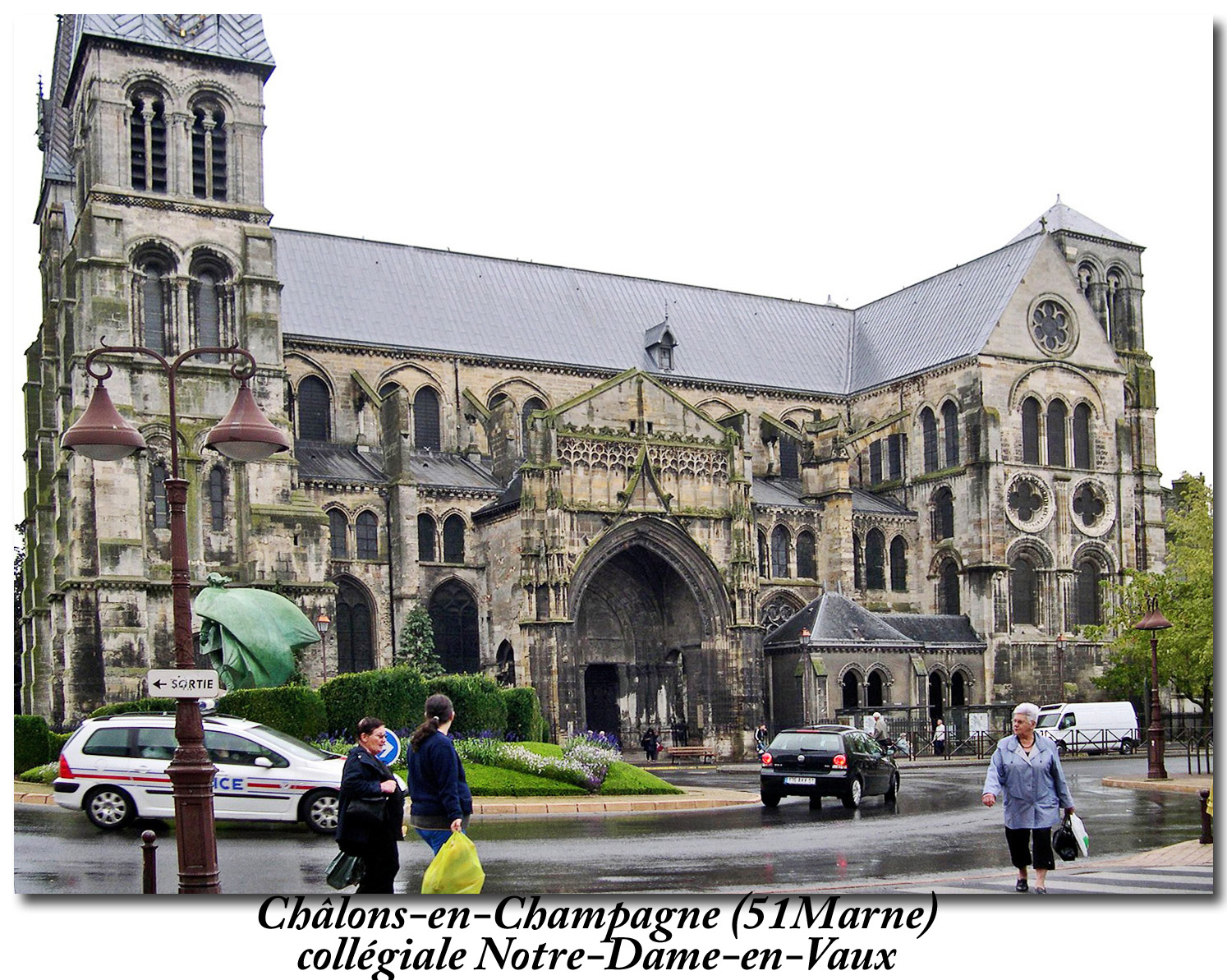
Lateral de la colegiata
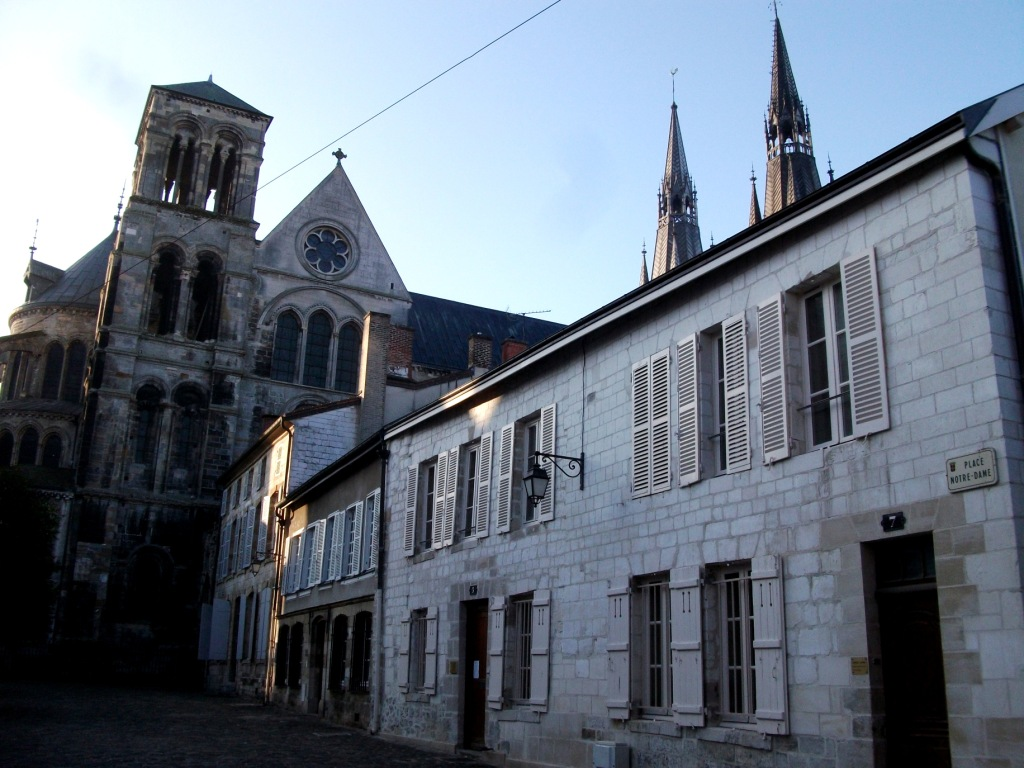
Casas del capítulo
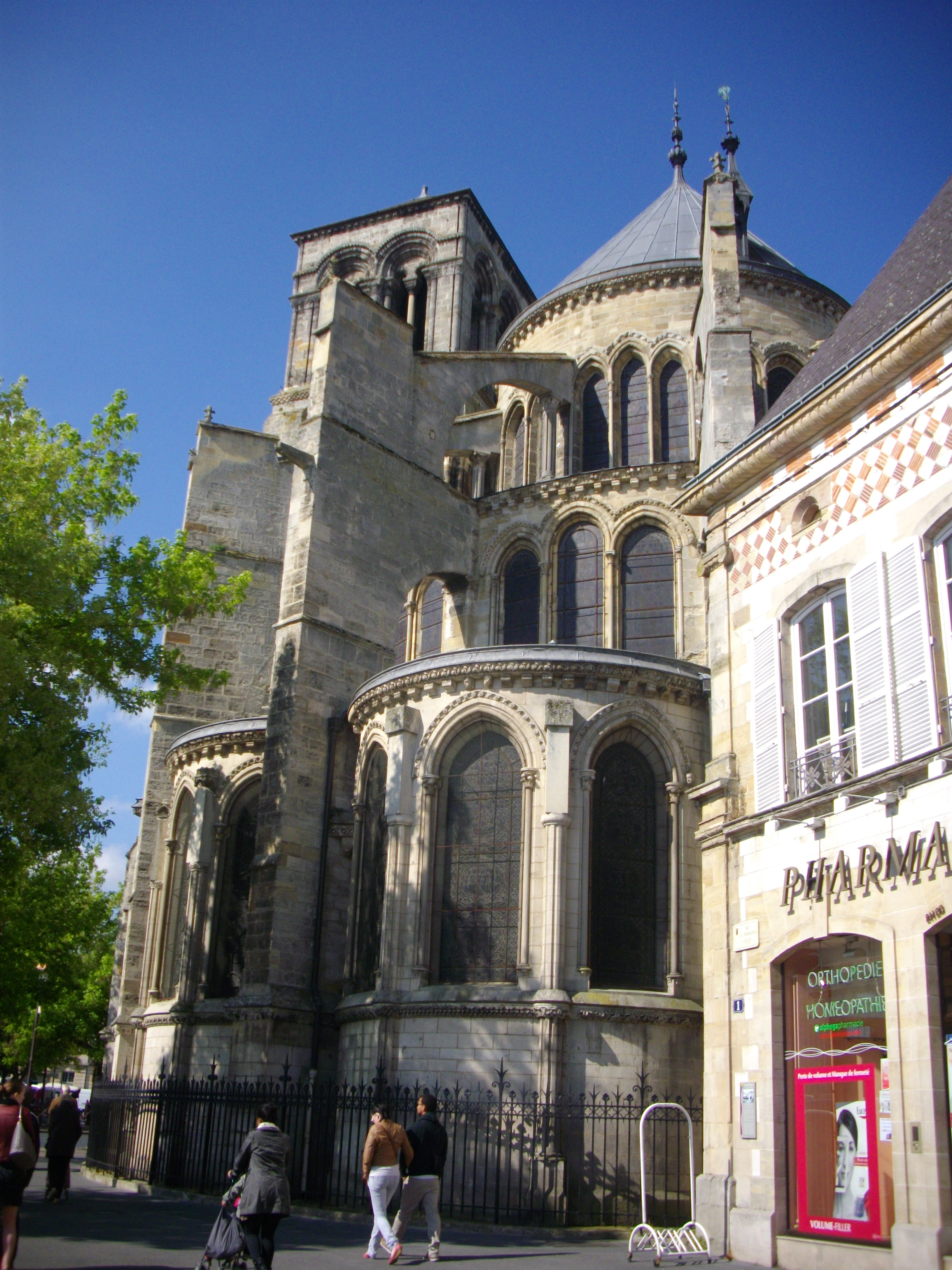
Ábside de la colegiata
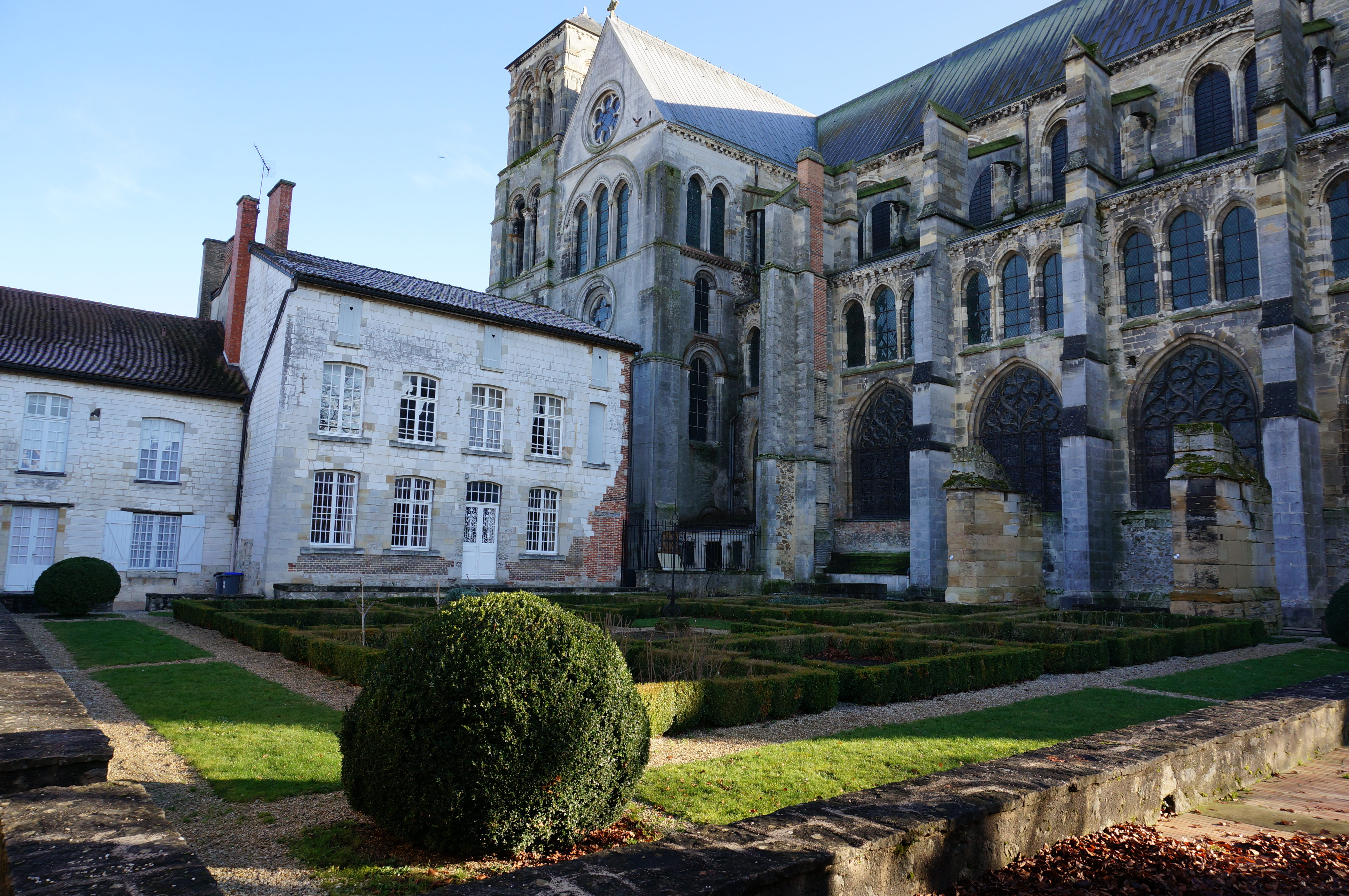
Lugar que ocupaba antiguamente el claustro, del que solamente se conservan restos

Interiores de la colegiata
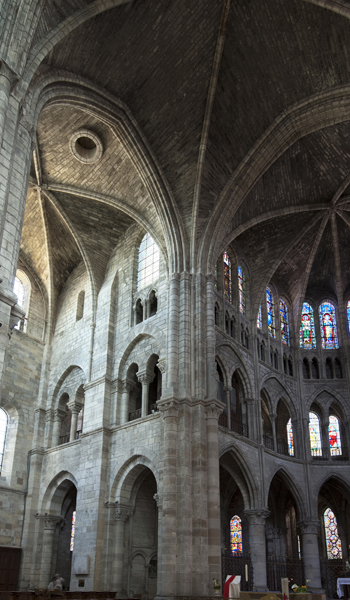
Detalle del crucero y el ábside
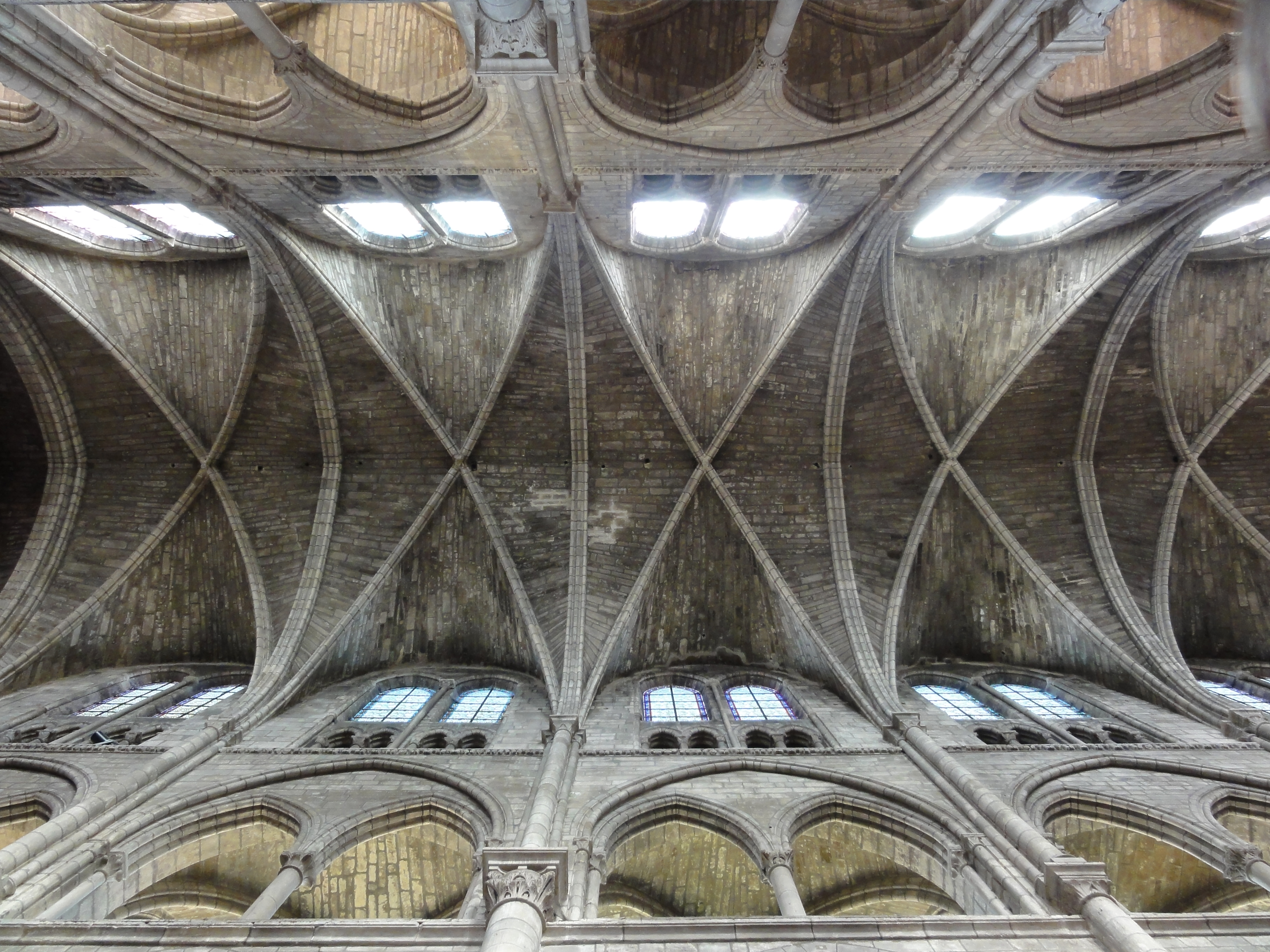
Bóvedas de la nave central
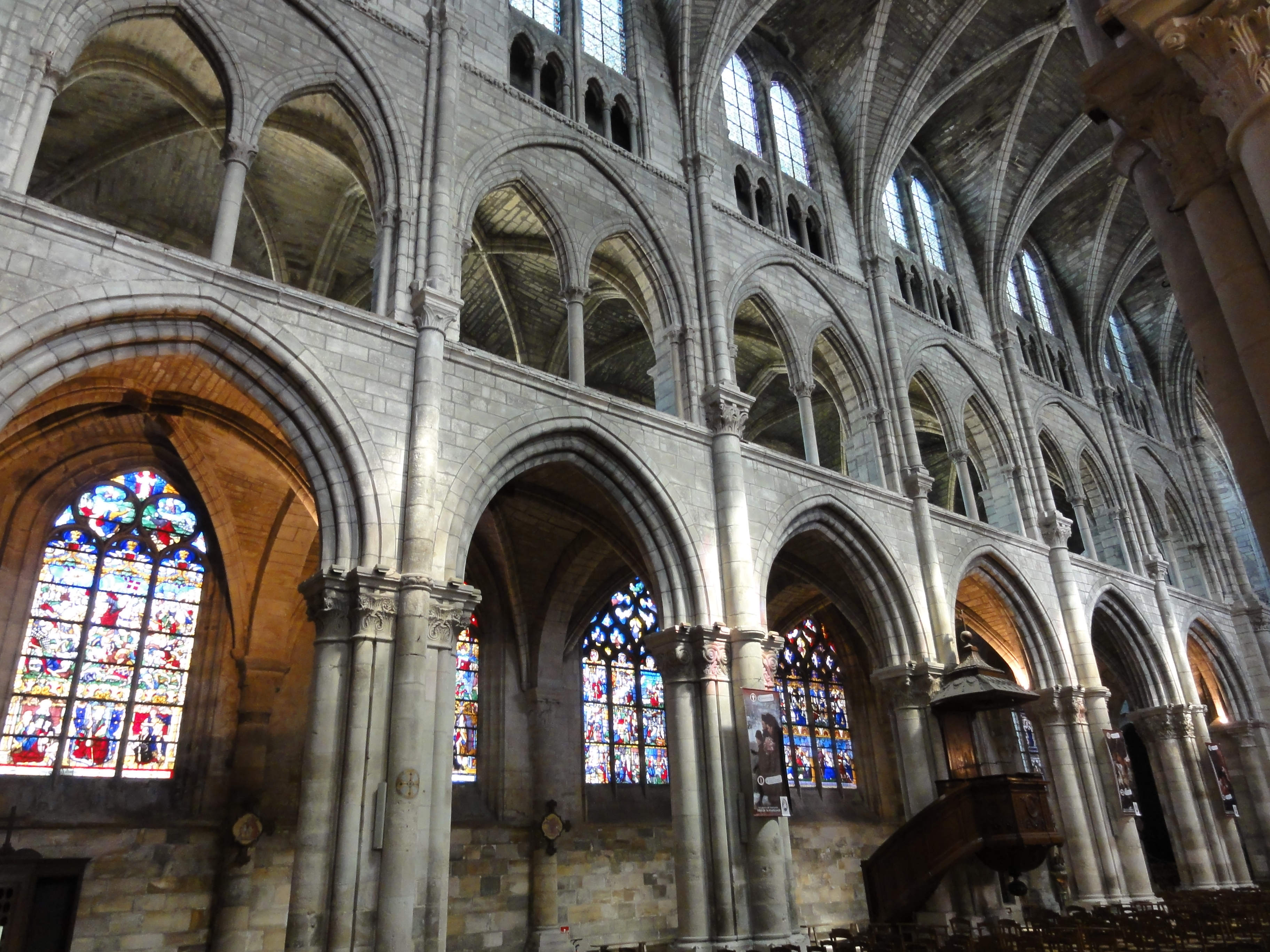
Interior lado norte
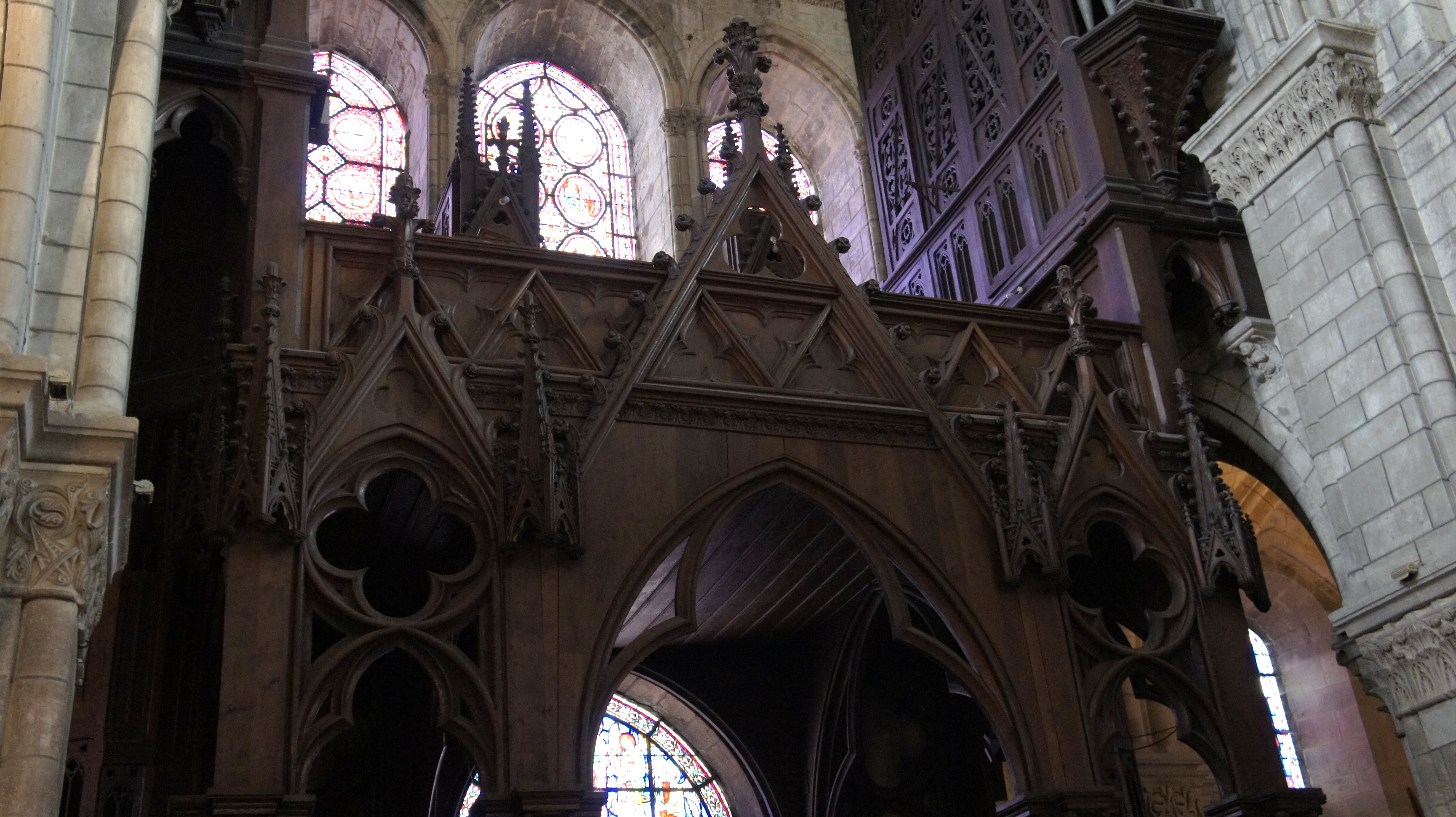
Órgano y buffet

Otras imágenes relacionadas con la colegiata
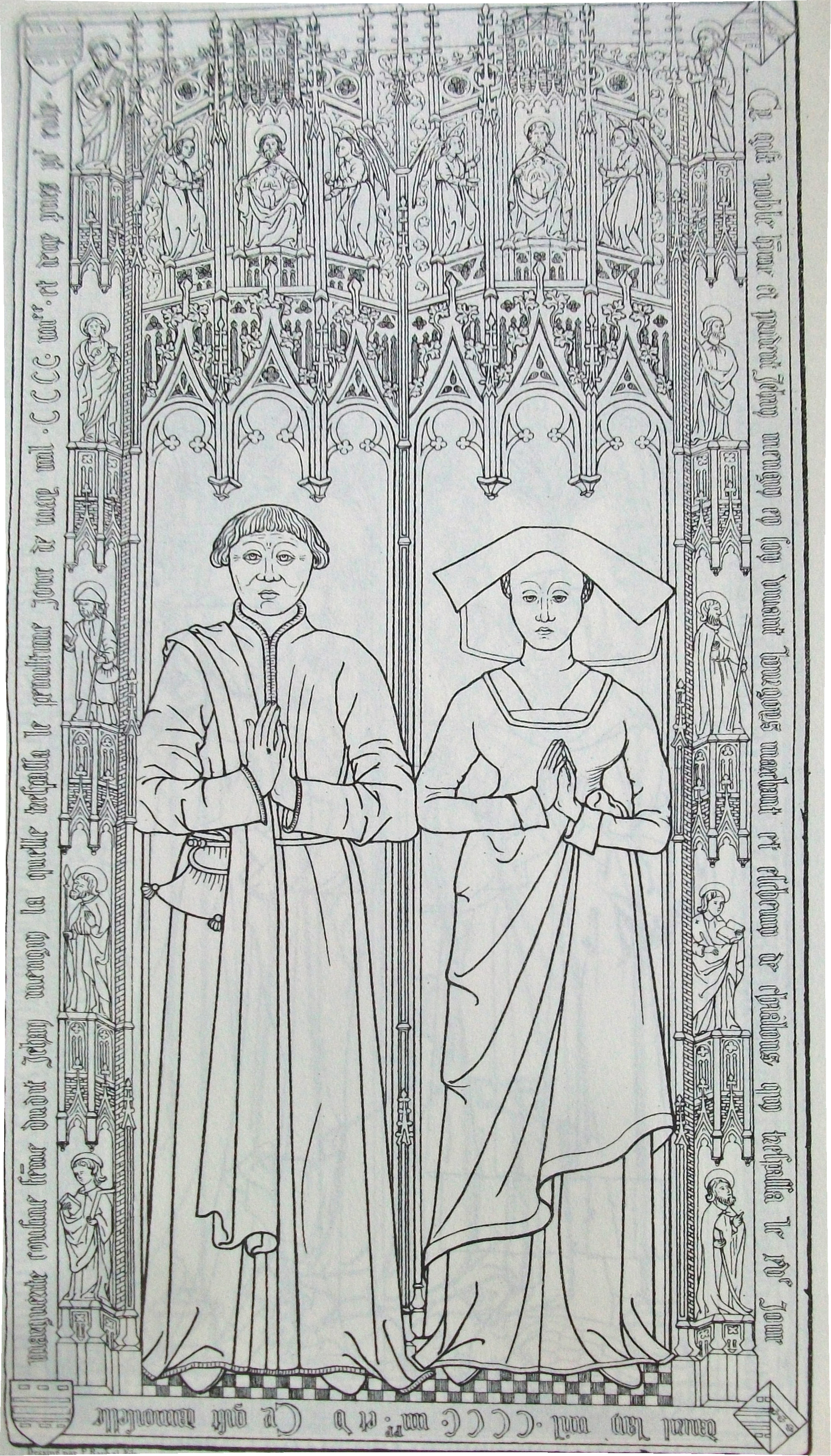
Jean Menguy écvhevin de Chaalons.
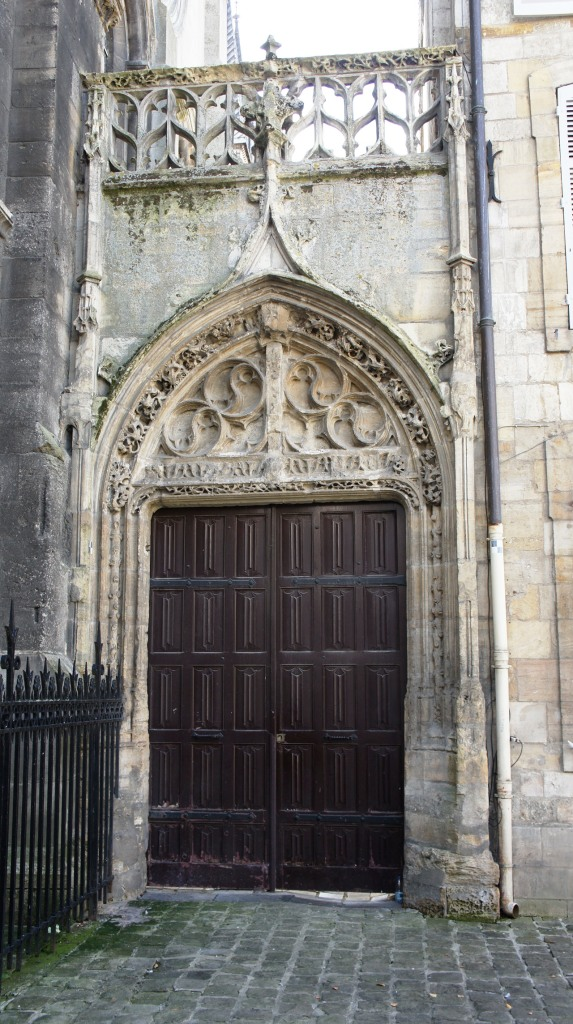
Puerta del claustro
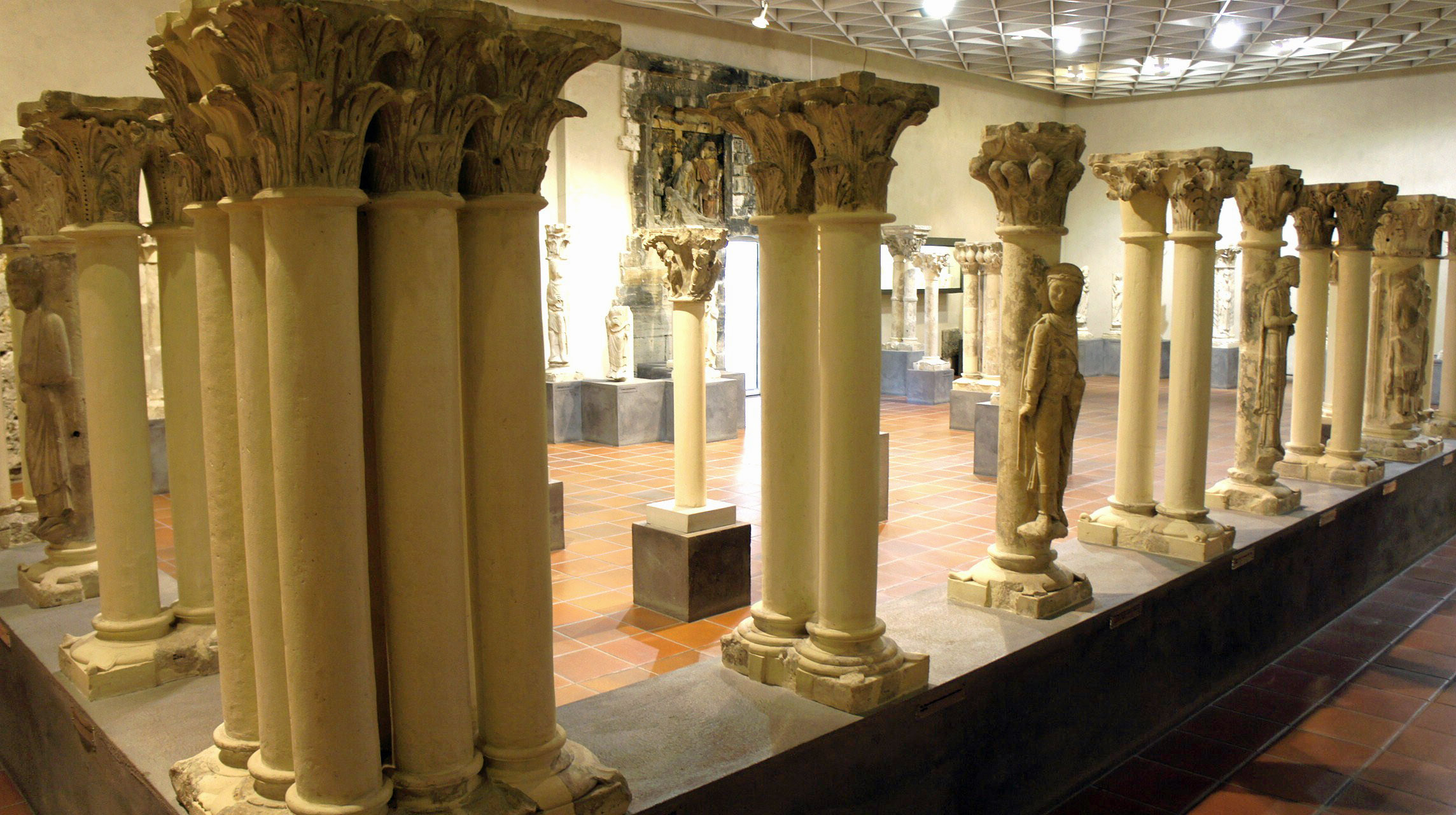
Reconstitución del claustro
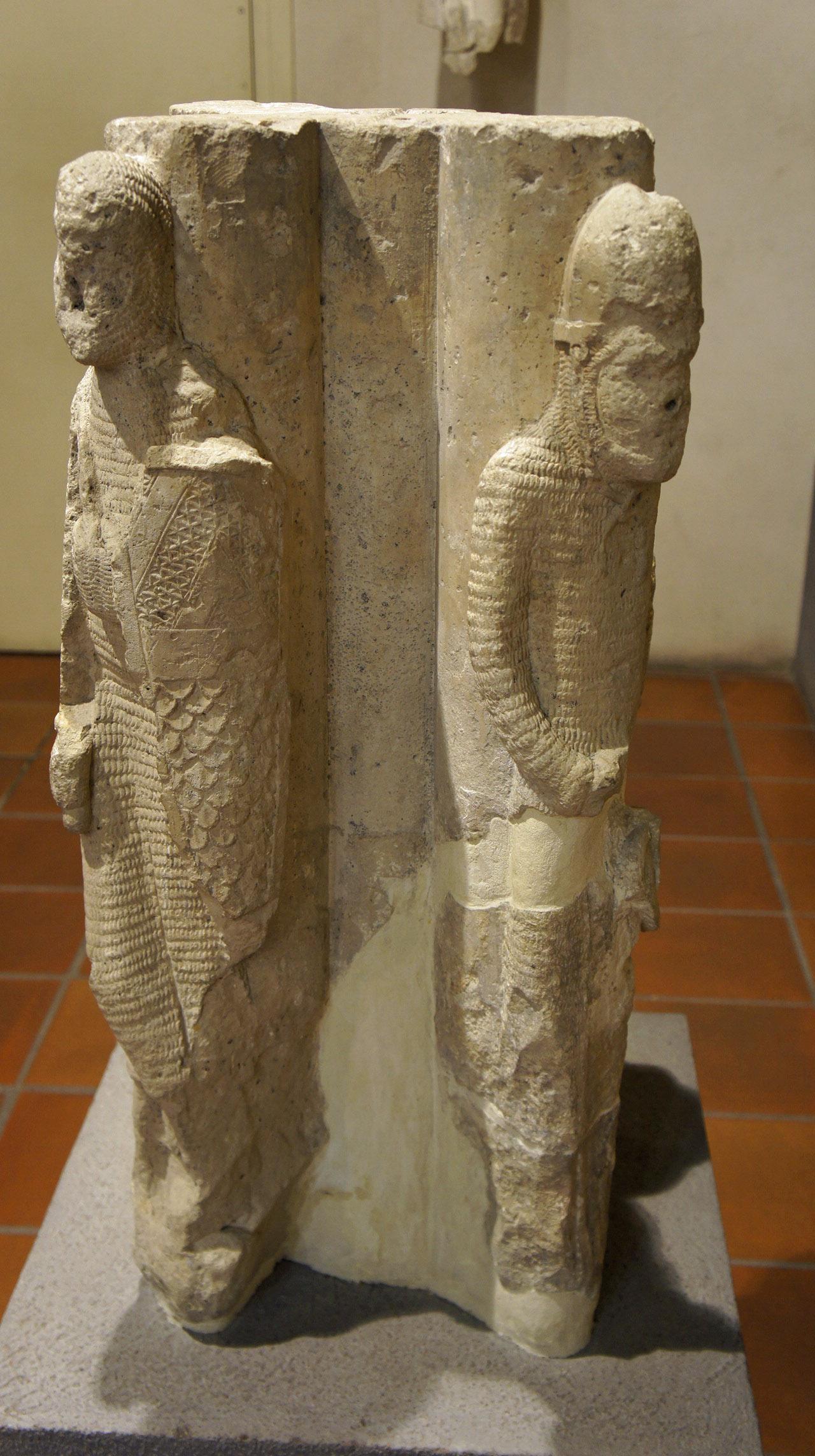
Pilar cuadrilobado del claustro
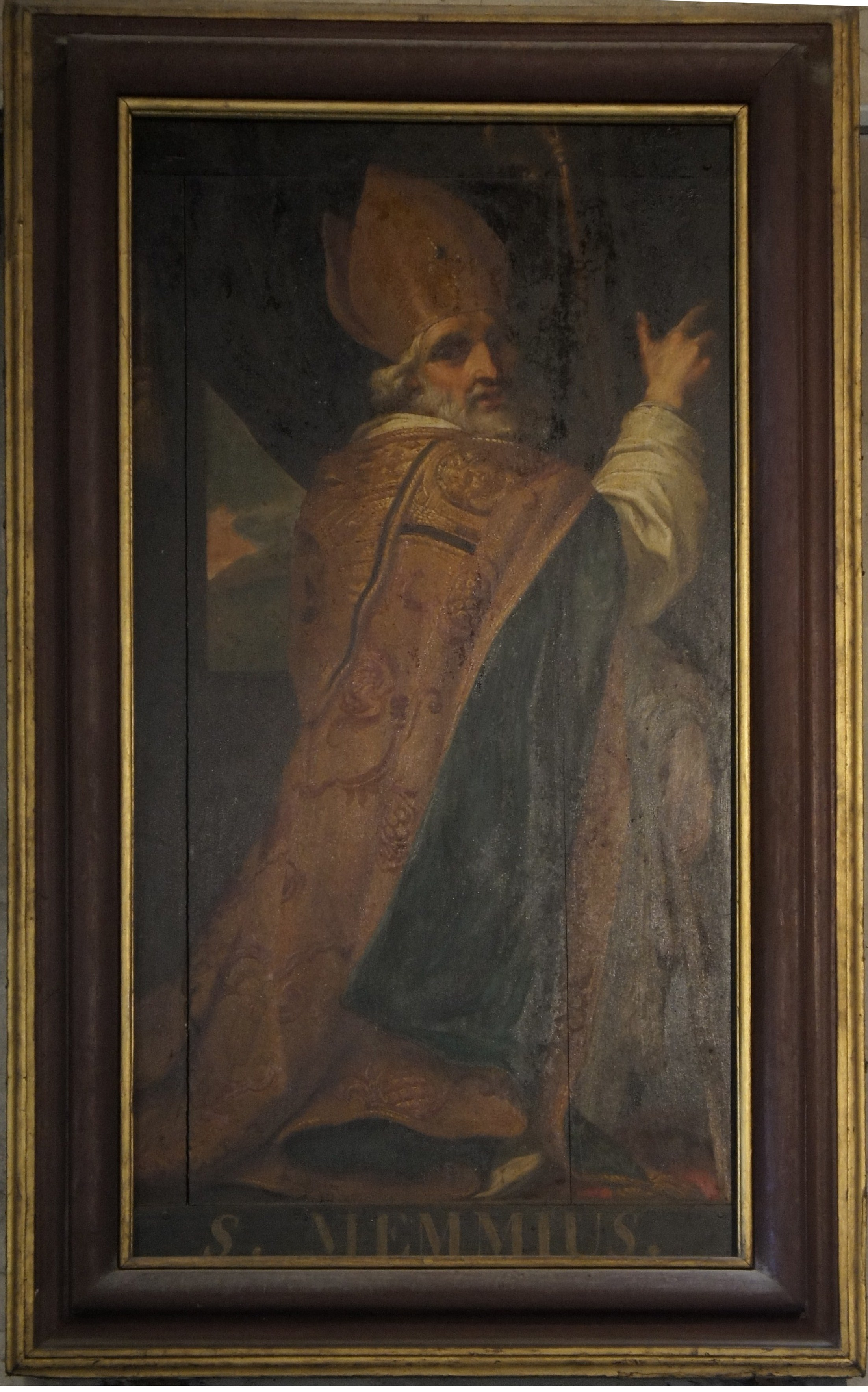
Memmie de Châlons.